# 克莱什切莱市镇
克莱什切莱市镇（波蘭語：Gmina Kleszczele）是波兰波德拉谢省的一个城乡型市镇，隶属于哈伊努夫卡县，治所位于同名城镇克莱什切莱。总面积为142.62平方千米，截至2019年6月30日总人口为2475人。